# Amateurfunkstelle

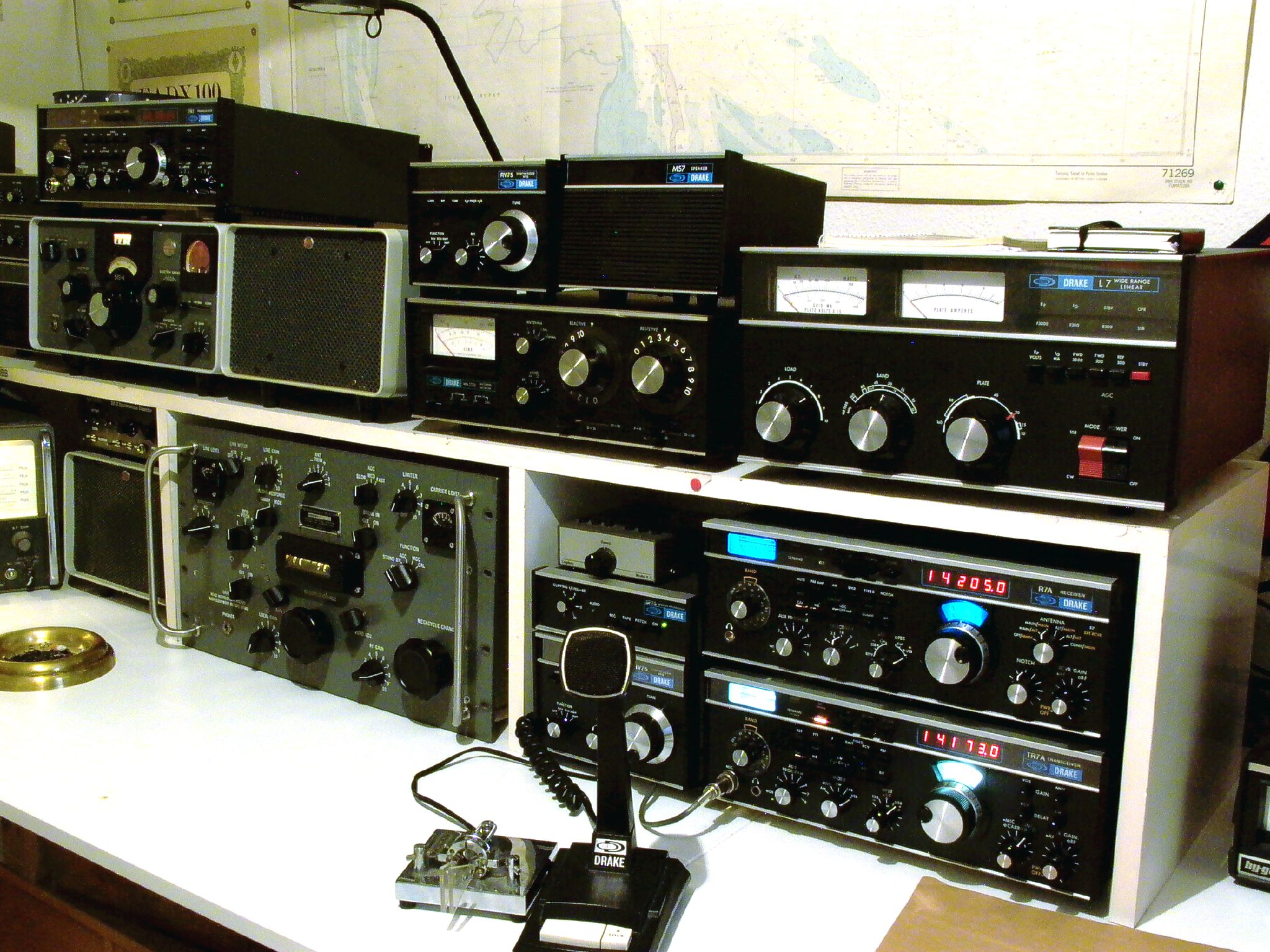
Shack mit Funkgeräten einer Amateurfunkstelle

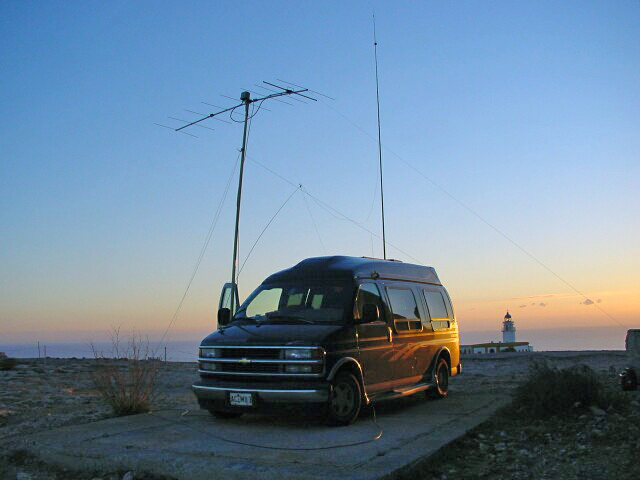
Mobile Amateurfunkstelle

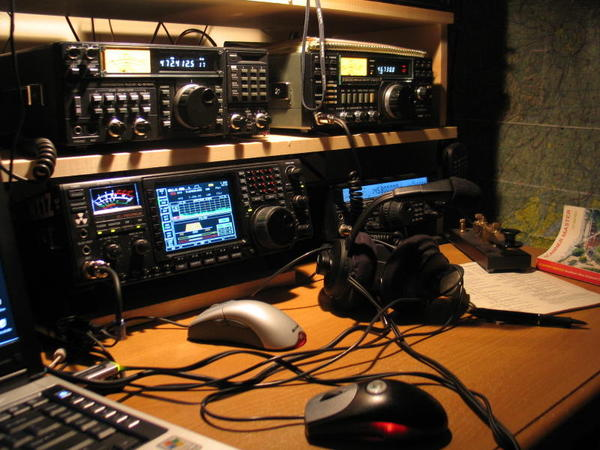
Amerikanische Amateurfunkstelle für KW und UKW

Amateurfunkstelle (englisch Amateur radio station) ist gemäß Definition der Vollzugsordnung für den Funkdienst (VO Funk) der Internationalen Fernmeldeunion (ITU) eine Funkstelle des Amateurfunkdienstes.

## Definition
Die Vollzugsordnung für den Funkdienst definiert:
Amateurfunkstelle: Funkstelle des Amateurfunkdienstes.
Das deutsche Amateurfunkgesetz von 1997 definiert:
Eine Amateurfunkstelle ist eine Funkstelle, die aus einer oder mehreren Sendefunkanlagen und Empfangsfunkanlagen einschließlich der Antennenanlagen und der zu ihrem Betrieb erforderlichen Zusatzeinrichtungen besteht und die auf mindestens einer der im Frequenznutzungsplan für den Amateurfunkdienst ausgewiesenen Frequenzen betrieben werden kann.

## Historisches
Erste europäische Amateurfunkstellen waren in Großbritannien aufgrund des Wireless Telegraphie Act von 1904 möglich geworden. Erste offizielle Sendegenehmigungen für Amateurfunkstellen in den USA wurden am 13. November 1912 erteilt. In Deutschland erhielten anerkannte Funkvereine ab November 1924 Versuchsender-Genehmigungen (siehe auch Geschichte der Amateurfunkrufzeichen in Deutschland). Da die Clublizenzen nur von wenigen Funkamateuren genutzt werden konnten und Individuallizenzen im Allgemeinen nicht vergeben wurden, kam es in der Folgezeit zu verstärktem illegalen Betrieb.
Im Rahmen der Deregulierung wird die Genehmigung inzwischen nicht mehr nur auf eine feste Amateurfunkstelle beschränkt, sondern lässt auch Funkbetrieb von mobilen und tragbaren Amateurfunkstellen (z. B. Handfunkgeräten) zu.
Traditionell spricht man auch von einem Shack (auch: Radio shack oder Ham shack), wenn man den Funkraum eines Funkamateurs (Ham) meint. Hier befinden sich die Funkgeräte und alles was zum Funkbetrieb notwendig ist. Das Wort Shack (dt. „Hütte, Baracke“) stammt aus dem Englischen. Deutsche Entsprechungen sind Funkbude oder auch Funkschapp (von niederdeutsch Schapp für Schrank).

## Bekannte Amateurfunkstellen
Sowohl auf der Raumstation Mir war eine Amateurfunkstelle, genau wie sie heute auf der ISS ist. Ebenso besitzen viele der Forschungsstationen in der Antarktis eine Amateurfunkstelle.

## Technisches
Hinsichtlich der Qualität der Amateurfunkstelle gelten für den Amateurfunkdienst die gleichen strengen Grenzwertforderungen wie für alle anderen Funkdienste. Das gilt sowohl für die elektrischen Parameter der Funkgeräte, aber auch für die Wahrung des Schutzes von Personen vor elektromagnetischen Abstrahlungen der Antenne. Ein Funkamateur muss die Einhaltung dieser Grenzwerte gegenüber den zuständigen Behörden gegebenenfalls nachweisen können. Ein wesentlicher Unterschied ergibt sich hinsichtlich der Störfestigkeit der Empfänger: Da der Funkamateur auch noch sehr schwache Signale empfangen will, muss sein Empfänger sehr empfindlich sein. Hierdurch kann es passieren, das ein elektrisches Gerät in der Nachbarschaft (PC, Garagentorantrieb etc.) den Empfang besonders auf Kurzwelle stört, obwohl das störende Gerät die zulässigen Grenzwerte einhält. Funkgeräte kann man selber bauen oder auch fertig kaufen. Ein Kurzwellenfunkgerät kostet etwa ab 500 Euro. Dann benötigt man für den Kurzwellenfunkverkehr noch eine Außenantenne. Das ist mindestens ein sieben Meter langer Draht im Garten oder ein Stab von etwa 5 m Länge auf dem Dach. Zur Not geht es auch mit einer Drahtantenne auf dem Dachboden des Hauses. Für den Funkbetrieb auf Ultrakurzwelle genügt ein 50 cm langer Stab, eventuell auch im Zimmer. Für größere Reichweiten ist natürlich eine Richtantenne auf dem Hausdach besser; bei sehr hohen Frequenzen ist der Einsatz einer Parabolantenne sinnvoll.

## Rechtliches
Die einzelne Amateurfunkstelle unterliegt nur noch in wenigen Ländern, z. B. Spanien einer Genehmigungspflicht. In den übrigen Ländern genügt es oft, wenn man die festen Standorte der Amateurfunkstellen bei der zuständigen Behörde anmeldet. Sendebetrieb ist aber in jedem Fall nur Personen mit entsprechender Lizenz erlaubt.
Wie schon beschrieben gelten hinsichtlich der Qualität der Amateurfunkstelle die gleichen strengen Grenzwertforderungen wie für alle anderen Funkdienste. Davon abweichend darf der Funkamateur den Grad der Störfestigkeit seiner Amateurfunkstelle selbst bestimmen.
Abweichend von den für andere Sendefunkstellen festgelegten Anforderungen an die elektromagnetische Verträglichkeit in der Umwelt ist es Funkamateuren gestattet, ihre Amateurfunkstelle gegenüber der zuständigen Behörde (Bundesnetzagentur für Elektrizität, Gas, Telekommunikation, Post und Eisenbahnen) selbst anzuzeigen. Da die Funkamateure durch die abgelegte Prüfung ihr Fachwissen nachgewiesen haben, wird ihnen die Kompetenz für die notwendigen rechnerischen und messtechnischen Betrachtungen zugetraut, in denen nachgewiesen wird, dass dort keine zu hohen Feldstärken auftreten, wo sich andere Personen befinden können.
Auf Antrag wird jedoch auch eine Standortbescheinigung ausgestellt, in der die Behörde die notwendige Beurteilung vornimmt.

## Automatische Amateurfunkstellen
Automatische Amateurfunkstellen sind z. B. Funkbaken, Packet Radio-Digipeater oder Relaisstationen.

## Antennen von Amateurfunkstellen

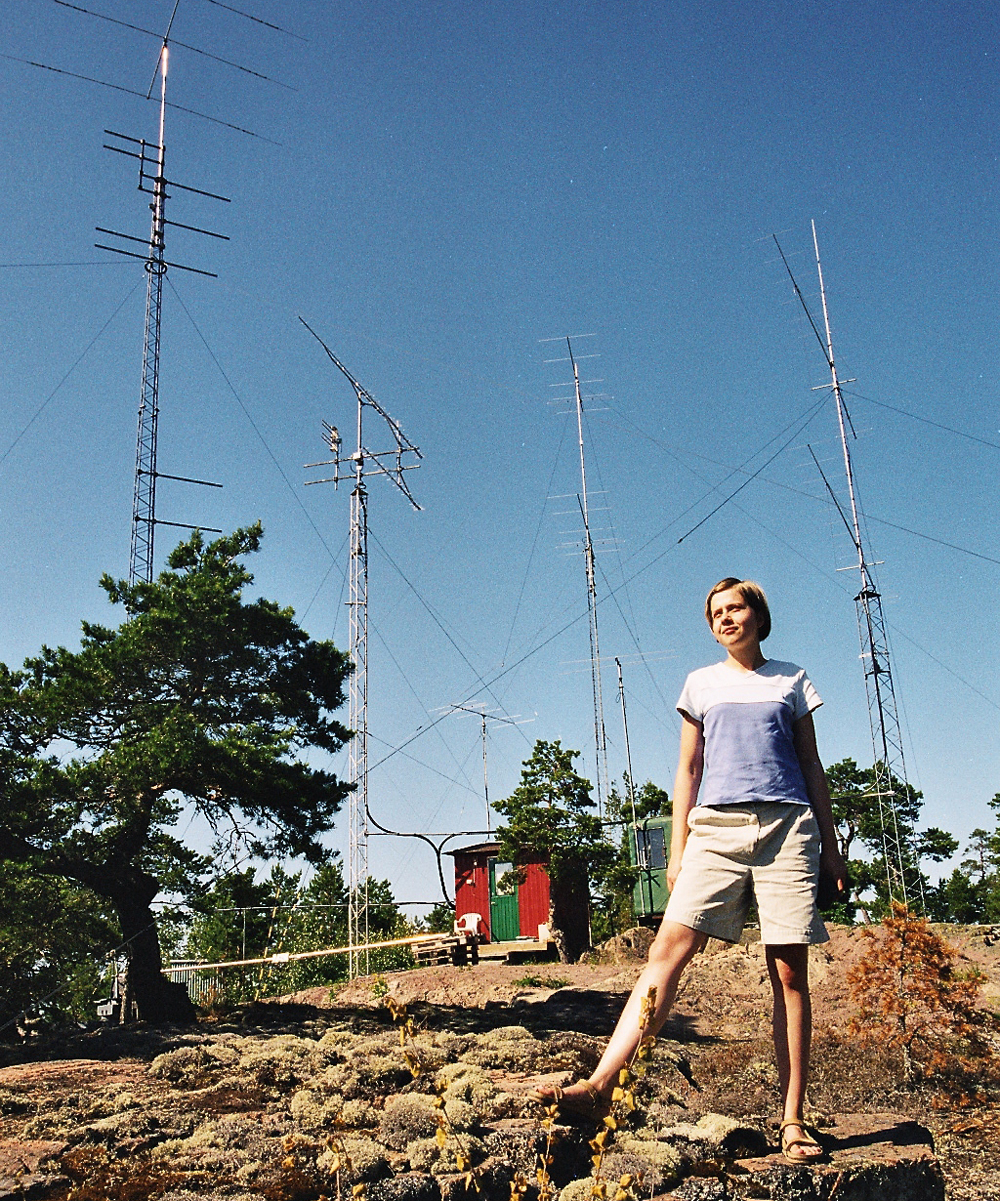
Eine polnische YL bei einer DXpedition auf Åland vor einem „Antennenwald“.

Amateurfunkstellen fallen häufig durch große und weitläufige Antennenanlagen auf, zuweilen auch als „Antennenwald“ bezeichnet (englisch antenna farm). Durch die breite Streuung der Amateurbänder sind unterschiedlich große Antennen nötig, wenn man auf den gebräuchlichsten Bändern funken will.
Amateurfunkstellen werden aber auch oft nur für ein Wochenende oder eine Woche aufgebaut. Meist findet dieses auf einer Wiese oder einem Feld statt, daher kommt der Name Fieldday. Hier wird alle benötigte Technik von verschiedenen Funkamateuren zusammengetragen und zusammen genutzt. Meist wird diese Zeit auch für große Antennenversuche eingeplant. Abends klingt die Bastelei oft in einer gemütlichen Runde mit Grill und Funkbetrieb aus.

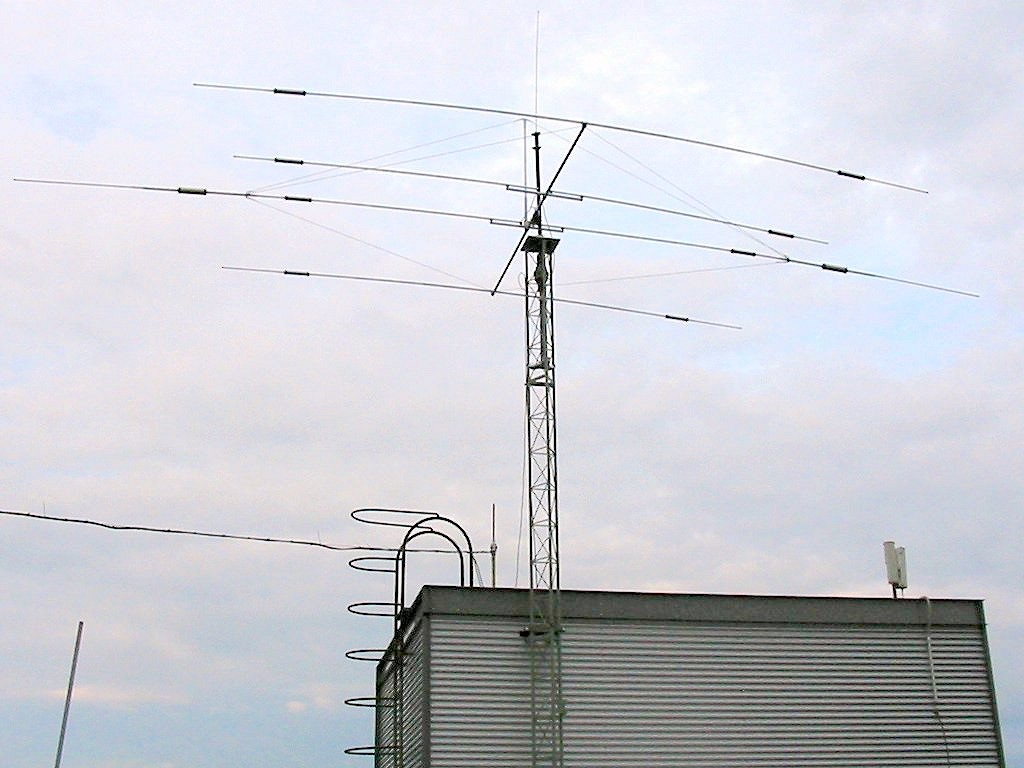
Antennen der Amateurfunkstelle der TU Braunschweig.
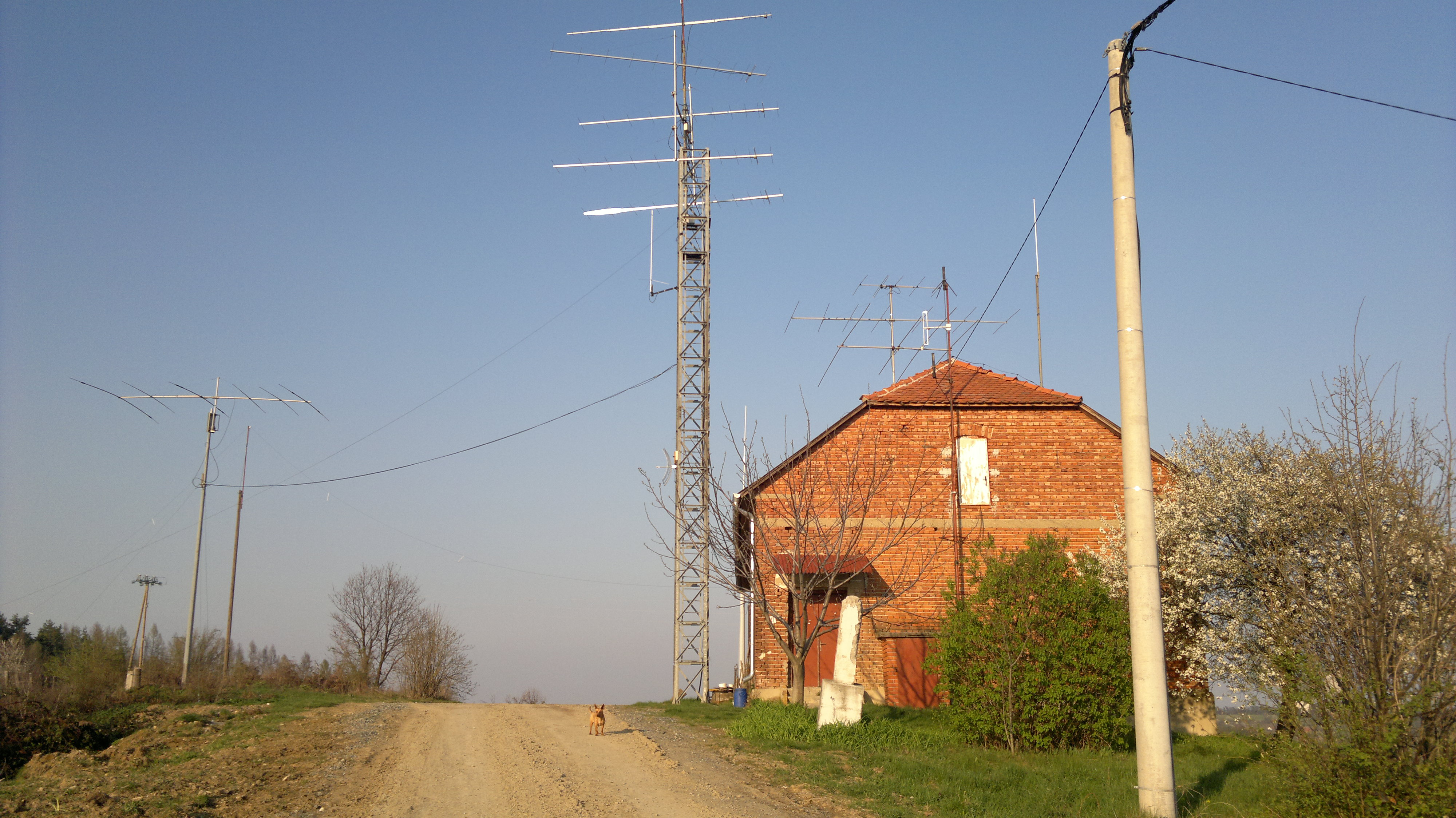
Antennenanlage in Kroatien.
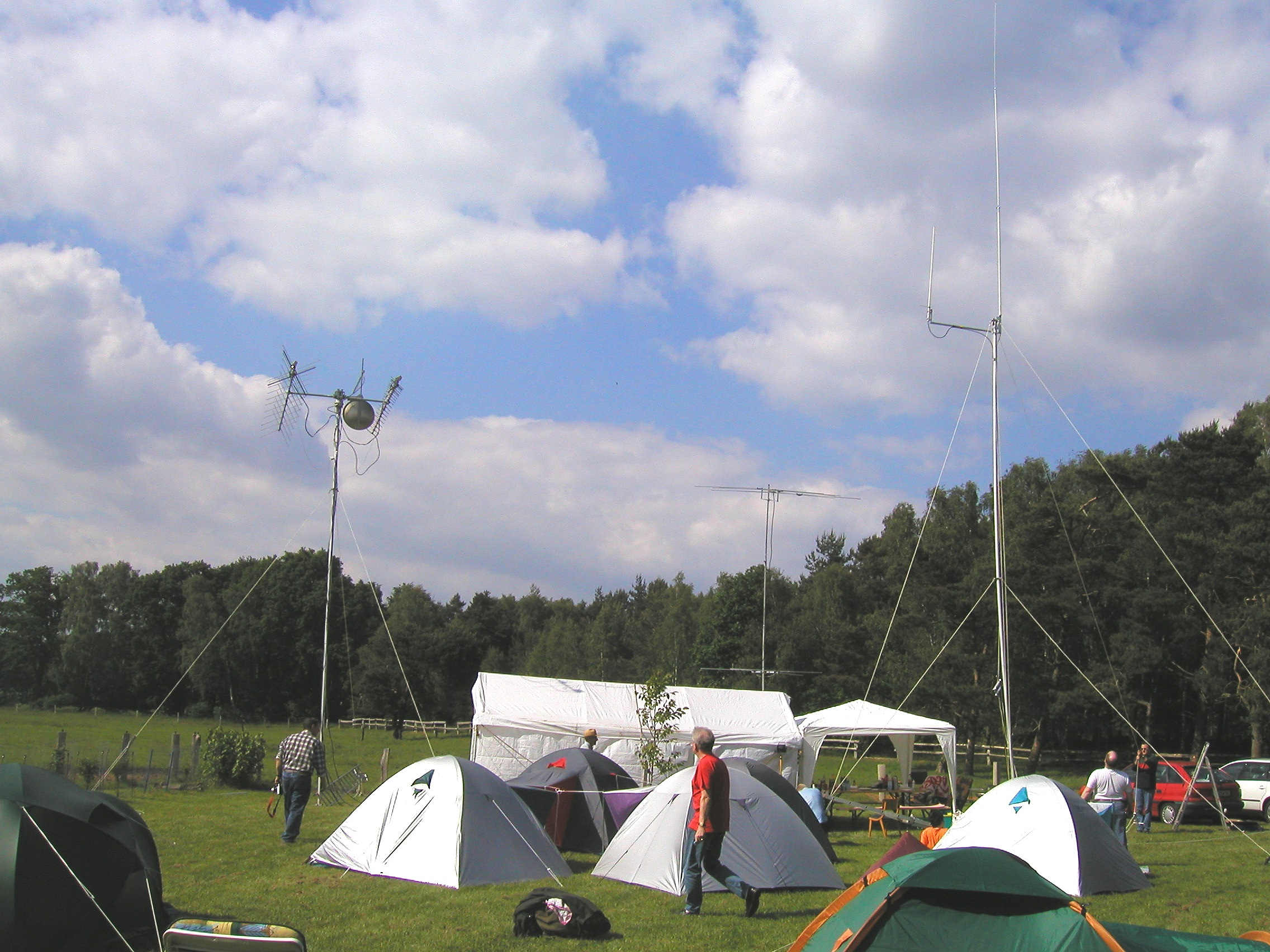
Amateurfunkstelle während eines Fielddays.